# Chancre mou
 Mise en garde médicale
Le chancre mou (ou chancrelle ou chancre de Ducrey) est une maladie sexuellement transmissible (MST) due au bacille de Ducrey (ou Haemophilus ducreyi) caractérisée par un chancre d'inoculation ulcéré associée à des adénopathies (gonflement d'un ganglion lymphatique) parfois suppurées.

## Physiopathologie
Haemophilus ducreyi est une bactérie en forme de bâtonnet (bacille), immobile, Gram négatif, qui se transmet par contact sexuel, mise en évidence pour la première fois par l’Italien Augusto Ducrey en 1889. Elle est extrêmement contagieuse et ne procure pas d'immunité (on peut contracter la maladie à nouveau après avoir guéri, à l'occasion d'un nouveau contact contaminant). Les femmes sont les principaux vecteurs de la maladie lorsqu'elles portent la bactérie, car la symptomatologie est modérée. Chez l'homme au contraire, le chancre est très douloureux, ce qui permet une consultation médicale relativement précoce et de limiter les contaminations.

## Épidémiologie
Le chancre mou est répandu dans les pays tropicaux et subtropicaux, particulièrement chez les prostituées. Dans les pays industrialisés, la maladie peut se rencontrer associée à d'autres MST dans les populations exposées.

## Diagnostic
La maladie se manifeste, après une période d'incubation variant de 24 heures à 15 jours (en moyenne 5 jours), par une petite papule rosée au lieu de pénétration de la bactérie (en général sur la verge). La lésion évolue rapidement vers une ulcération plus ou moins étendue, rosée, douloureuse, profonde, aux bords très inflammatoires et nets, d'aspect déchiqueté. À la différence du chancre causé par la syphilis, le fond du chancre n'est pas induré.
Le chancre est aussi très prurigineux (il provoque d'intenses démangeaisons), ce qui entraîne rapidement une auto-infestation par grattage (apparition de chancres multiples dans toute la région génitale). Les adénopathies sont plus tardives, apparaissant 2 à 3 semaines après le contact. Elles sont souvent unilatérales, et peuvent évoluer vers l'ulcération avec écoulement de pus au niveau de la peau.

## Examens complémentaires

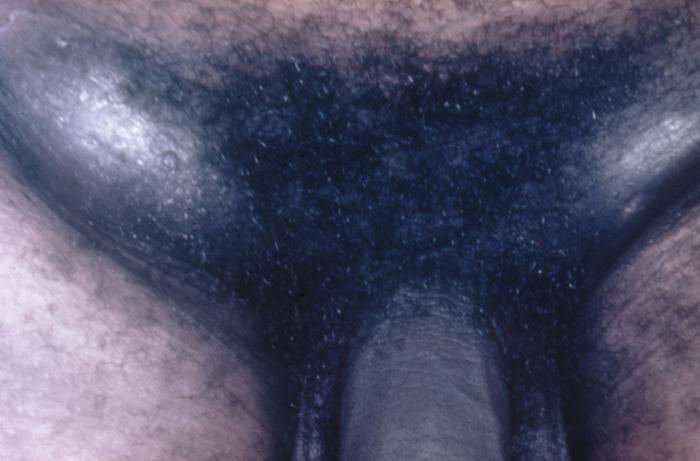
Adénopathies inguinales bilatérales dues à Haemophilus ducreyi.

L'identification de la bactérie peut se faire par examen microscopique d'un frottis du chancre, plus rarement par ponction à l'aiguille fine d'une adénopathie. La coloration de Giemsa ou celle de Pappenheim permet d'identifier le germe, en dehors du cas fréquent de surinfection qui peut imposer un examen histologique après biopsie ganglionnaire.
Le ou les partenaires doivent être dépistés et traités. La recherche d'autres MST associées (en particulier VIH et syphilis) doit être systématique.

## Complications
- Gangrène de la verge pouvant mener à l'amputation,
- Gangrène cutanée étendue,
- Surinfection locale,
- Association à d'autres IST (la plaie cutanée que constitue le chancre est une porte d'entrée pour les virus et les bactéries.)

## Traitement
La maladie est bénigne dans la grande majorité des cas et tend à la guérison spontanée. Cependant la douleur et les complications potentielles font conseiller un traitement antibiotique. Le traitement fait appel à l'azithromycine (1 g. per os en dose unique) ou à la ceftriaxone (250 mg par voie intramusculaire en dose unique).